# Mistrovství Jižní Ameriky ve fotbale 1959 (Ekvádor)
Mistrovství Jižní Ameriky ve fotbale 1959 bylo 27. mistrovství pořádané fotbalovou asociací CONMEBOL (a druhé mistrovství konané v roce 1959). Vítězem se stala Uruguayská fotbalová reprezentace.

## Tabulka
| Tým       | Z | V | R | P | VG | IG | +/- | B |
| --------- | - | - | - | - | -- | -- | --- | - |
| Uruguay   | 4 | 3 | 1 | 0 | 13 | 1  | +12 | 7 |
| Argentina | 4 | 2 | 1 | 1 | 9  | 9  | 0   | 5 |
| Brazílie  | 4 | 2 | 0 | 2 | 7  | 10 | −3  | 4 |
| Ekvádor   | 4 | 1 | 1 | 2 | 5  | 9  | −4  | 3 |
| Paraguay  | 4 | 0 | 1 | 3 | 6  | 11 | −5  | 1 |

## Zápasy
| 5. prosince 1959               |     |                        |                                                                          |
| Brazílie                       | 3:2 | Paraguay               | Estadio Modelo, Guayaquil diváci: 35 000 rozhodčí: Carlos Ceballos (ECU) |
| Paulo 25', 39' Zé de Mello 55' |     | Parodi 72' Benítez 90' | Estadio Modelo, Guayaquil diváci: 35 000 rozhodčí: Carlos Ceballos (ECU) |

| 6. prosince 1959                                      |     |         |                                                                              |
| Uruguay                                               | 4:0 | Ekvádor | Estadio Modelo, Guayaquil diváci: 55 000 rozhodčí: José Luis Praddaude (ARG) |
| Silveira 1' (pen.) Escalada 28' Bergara 46' Pérez 52' |     |         | Estadio Modelo, Guayaquil diváci: 55 000 rozhodčí: José Luis Praddaude (ARG) |

| 9. prosince 1959                           |     |                        |                                                                         |
| Argentina                                  | 4:2 | Paraguay               | Estadio Modelo, Guayaquil diváci: 15 000 rozhodčí: Esteban Marino (URU) |
| Sanfilippo 8', 57', 89' (pen.) Pizzuti 81' |     | Insfrán 30' Cabral 90' | Estadio Modelo, Guayaquil diváci: 15 000 rozhodčí: Esteban Marino (URU) |

| 12. prosince 1959                  |     |          |                                                                              |
| Uruguay                            | 3:0 | Brazílie | Estadio Modelo, Guayaquil diváci: 55 000 rozhodčí: José Luis Praddaude (ARG) |
| Escalada 49' Bergara 67' Sasía 75' |     |          | Estadio Modelo, Guayaquil diváci: 55 000 rozhodčí: José Luis Praddaude (ARG) |

| 12. prosince 1959 |     |           |                                                                              |
| Ekvádor           | 1:1 | Argentina | Estadio Modelo, Guayaquil diváci: 55 000 rozhodčí: José Gomes Sobrinho (BRA) |
| Raffo 20'         |     | Sosa 62'  | Estadio Modelo, Guayaquil diváci: 55 000 rozhodčí: José Gomes Sobrinho (BRA) |

| 16. prosince 1959                                         |     |           |                                                                              |
| Uruguay                                                   | 5:0 | Argentina | Estadio Modelo, Guayaquil diváci: 50 000 rozhodčí: José Gomes Sobrinho (BRA) |
| Silveira 9' (pen.), 55' (pen.) Bergara 15', 64' Sasía 25' |     |           | Estadio Modelo, Guayaquil diváci: 50 000 rozhodčí: José Gomes Sobrinho (BRA) |

| 19. prosince 1959                     |     |           |                                                                         |
| Brazílie                              | 3:1 | Ekvádor   | Estadio Modelo, Guayaquil diváci: 55 000 rozhodčí: Esteban Marino (URU) |
| Paulo 23' Geraldo 42' Zé de Mello 45' |     | Raffo 12' | Estadio Modelo, Guayaquil diváci: 55 000 rozhodčí: Esteban Marino (URU) |

| 22. prosince 1959                  |     |             |                                                                         |
| Argentina                          | 4:1 | Brazílie    | Estadio Modelo, Guayaquil diváci: 42 000 rozhodčí: Esteban Marino (URU) |
| García 2' Sanfilippo 27', 89', 90' |     | Geraldo 64' | Estadio Modelo, Guayaquil diváci: 42 000 rozhodčí: Esteban Marino (URU) |

| 22. prosince 1959 |     |           |                                                                              |
| Paraguay          | 1:1 | Uruguay   | Estadio Modelo, Guayaquil diváci: 45 000 rozhodčí: José Luis Praddaude (ARG) |
| Parodi 32'        |     | Sasía 88' | Estadio Modelo, Guayaquil diváci: 45 000 rozhodčí: José Luis Praddaude (ARG) |

| 25. prosince 1959                   |     |                |                                                                              |
| Ekvádor                             | 3:1 | Paraguay       | Estadio Modelo, Guayaquil diváci: 55 000 rozhodčí: José Gomes Sobrinho (BRA) |
| Spencer 16' Balseca 25' Cañarte 74' |     | Gómez 5' (vl.) | Estadio Modelo, Guayaquil diváci: 55 000 rozhodčí: José Gomes Sobrinho (BRA) |